# M1869 Werder
Il fucile M1869 Werder, conosciuto anche come Werdergewehr M/1869, fu un fucile militare a retrocarica adottato dall'Esercito Bavarese nel 1869. La particolarità di quest'arma è legata al fatto che, mentre gli eserciti degli altri stati tedeschi che si unirono alla Confederazione Tedesca del Nord a seguito della Guerra Austro-Prussiana del 1866 e poi all'Impero Tedesco nel 1871, adottarono dapprima il Dreyse prussiano e in seguito il Mauser Model 1871, essa rimase in servizio presso le forze armate bavaresi ben oltre la proclamazione dell'Impero, venendo sostituito solo quasi vent'anni dopo con l'adozione del Gewehr 88.

## Storia
L'arma fu progettata da Johann Ludwig Werder, che ideò la propria arma a retrocarica basandosi sul sistema Peaboby e sul sistema Martini-Henry, andando a rimpiazzare l'ormai superato Sistema Lindner. L'arma, dopo una serie di prove comparative con altri fucili, venne ufficialmente adottata dall'Esercito Bavarese il 18 Aprile 1869 dando quindi all'arma la denominazione Werder M1869. Il fucile era mono-colpo ed utilizzava una cartuccia metallica in calibro 11x50mmR. A differenza degli altri stati che si unirono all'Impero Tedesco, la Baviera, in forza dei trattati stipulati con la Prussia a seguito della Guerra Austro-Prussiana del 1866, mantenne un elevato grado di autonomia cosa che le permise di continuare ad armare il proprio esercito con il fucile Werder anziché con il nuovo Mauser Model 1871; tuttavia il decreto Mauser KDA, che imponeva a tutti gli stati membri dell'Impero l'adozione del Mauser M1871, pur salvaguardando l'autonomia della Baviera impose di modificare il calibro del Werder, nell'ottica di armonizzazione e razionalizzazione del munizionamento delle forze armate, portandolo dall'11x50mmR all'11x60mmR Mauser. I fucili così ricalibrati divennero noti con il nome di M-1869 Werder Aptiertes e rimasero il fucile principale delle forze armate bavaresi per quasi vent'anni, fino all'adozione del più moderno Gewehr 88 a polvere infume.